# Izostenia
Izostenia (gr. ισοσθενεια) – koncepcja równosilności sądów, tj. - równowagi argumentów. Pogląd obecny m.in. w filozofii starożytnych sofistów oraz sceptyckiej, wedle którego każdemu twierdzeniu można przeciwstawić inne twierdzenie z nim równosilne. O określonym przedmiocie dyskusji można sformułować dwa wykluczające się sądy i oba będą posiadały taką samą wagę. 

## Protagoras
Zdaniem Protagorasa nie można wyróżnić żadnego obiektywnego kryterium prawdziwości sądów, stąd też należy zachować daleko posuniętą ostrożność w wygłaszaniu twierdzeń. Stanowisko to wiąże się bezpośrednio ze sformułowaną przez Protagorasa zasadą "człowiek jest miarą wszechrzeczy" (homo mensura). Istnieje jednak alternatywne kryterium wartościowania sądów, mianowicie użyteczność, której można przypisać status o wiele bardziej obiektywny. Można bowiem z dużą dozą obiektywizmu stwierdzić, że coś jest dla kogoś szkodliwe lub korzystne. Zdaniem Protagorasa twierdzenia, które należy przyjąć (analogiczne do "prawdziwych") to twierdzenia opisujące to, co korzystne dla podmiotu, natomiast twierdzenia, które należy odrzucić (analogiczne do "fałszywych") opisują to, co jest dla podmiotu szkodliwe. 

## Sceptycy[2]
Sceptycy  uważali, że przyczyna zjawisk jest niepoznawalna, np. poprzez odczucie tego, że miód  (przyczyna zjawisk) smakuje słodko (zjawisko), nie oznacza tego, że jest on słodki. Nie da się przejść z ocen i wrażeń poszczególnych ludzi do tego, że mówią coś one o prawdziwej przyczynie zjawisk. Do argumentowania tego poglądu służyła sceptykom izostenia. Nie da się orzekać jednoznacznie o przyczynie, ponieważ każdemu sądowi można przeciwstawić inny. W przykładzie z miodem komuś innemu może on zdawać się, że zamiast słodkiego jest on gorzki (np. w chorobie). Wyciągali jednak inny wniosek niż Protagoras - uważali, że zatem trzeba wstrzymać się od sądu (epoche i afazja). Zamiast postulować istnienie użyteczności jako kryterium, sceptycy uznali, że niepodważalnego kryterium nie ma. Należy nic nie sądzić i nie orzekać. To ma doprowadzić człowieka do spokoju ducha i szczęścia. 